# Карен Ламлі
Карен Елізабет Ламлі (28 березня 1964, Барнслі, Йоркшир і Гамбер — 25 травня 2023) — британський політик-консерватор. Вона стала членом парламенту від Реддіча у Вустерширі на загальних виборах 2010 року, коли перемогла колишнього міністра внутрішніх справ Джекі Сміт. Вона склала свої повноваження на загальних виборах 2017 року.

## Молодість й освіта
Карен Елізабет Аллотт народилася у Барнслі 28 березня 1964 року у сім'ї Дерека та Сильвії Аллотт. Вона виросла у графстві Ворикшир, у містечку Рагбі. Початкову освіту здобула у місцевій школі для дівчат, а згодом у коледжі Іст-Ворікшир.

## Політична кар'єра
Ламлі була заступником голови Молодих консерваторів Уельсу з 1986 до 1987 рік і лідером групи округу Рексем Мелор з 1991 до 1996 рік. Вона також працювала в окружній раді Клуїд з 1993 до 1996 рік, а також у раді міста Реддіч з 2001 до 2003 рік.
Ламлі безрезультатно балотувалася у виборчому окрузі Делін у 1997 році та на рівні Національних зборів у 1999 році. На загальних виборах 2001 і 2005 років вона програла в окрузі Реддіч. На загальних виборах 2010 року їй вдалося перемогти колишнього міністра внутрішніх справ лейбористку Джекі Сміт.
Ламлі — одна із 175 депутатів, які проголосували проти Шлюбний закон (одностатеві пари) 2013 року, який легалізував одностатеві шлюби в Англії й Уельсі.
Ламлі сказала, що, хоча вона підтримує цивільне партнерство, вона відчувала, що законопроєкт переосмислить значення шлюбу та що її рішення підтримає більшість її виборців. Ламлі займала своє місце на виборах у травні 2015 року.
Ламлі заявила про свою підтримку голосування за вихід з Європейського Союзу на референдумі у березні 2016 року. Ламлі прокоментувала, що цей крок відновить суверенітет Великої Британії.
Станом на липень 2015 року Ламлі була членом фінансового комітету Палати громад. Раніше вона входила до спеціального комітету у справах Уельсу та транспортного комітету. Ламлі також була парламентським особистим секретарем у Департаменті охорони здоров'я. Ламлі відмовилася від посади на загальних виборах 2017 року через погане самопочуття.

## Особисте життя та смерть
Ставши членом парламенту, вона жила в районі Брокгілл у Реддічі. Вона була одружена з Річардом Ламлі, геологом, і мала двох дітей. Вона була невісткою актриси Йоганни Ламлі.
Ламлі померла після тривалої хвороби 25 травня 2023 року у віці 59 років.